# Mário Sérgio (futebolista brasileiro)
Mário Sérgio Pontes de Paiva (Rio de Janeiro, 7 de setembro de 1950 – La Unión, 28 de novembro de 2016) foi um treinador e futebolista brasileiro que atuou como meio-campista. Trabalhou como comentarista dos canais Fox Sports de 2012 a 2016, e tinha um contrato com a emissora até a Copa do Mundo de 2018.
Mário Sérgio era um jogador reconhecido por sua grande habilidade e criatividade. Não por menos, ganhou o apelido de "Vesgo" pelo fato de olhar para um lado e dar o passe pelo outro. Porém, era também um jogador de gênio muito difícil, o que acabou por prejudicar sua carreira.
Tornou-se ídolo do Vitória, defendendo a equipe por quatro anos. No rubro-negro, formou um trio de ataque histórico, junto a André Catimba e Osni, sendo premiado com a Bola de Prata nos Brasileirões de 1973 e 1974. É considerado um dos maiores jogadores da história do clube. Destacou-se também atuando por Fluminense, Grêmio, Internacional, São Paulo e Palmeiras.
Um dos poucos a conquistar o coração de torcedores gremistas e colorados, Mario Sergio conquistou por mais duas vezes a Bola de Prata da revista Placar, ambas pelo Inter, e seu nome aparece no livro "Os 100 melhores jogadores brasileiros de todos os tempos", de Paulo Vinicius Coelho e André Kfouri.

## Carreira como jogador
Como jogador, passou por 13 equipes como jogador. Sua carreira nos gramados foi de 1969 a 1987, com duas passagens pelo Internacional.

### Início
Mario Sérgio deu seus primeiros passos como atleta na equipe de futsal do Fluminense. Segundo o próprio, "joguei futsal uns sete anos e fui bicampeão brasileiro com a Seleção Carioca."
O pai de Mário Sérgio era sócio do clube, por isso Mario podia jogar de graça.
Nessa época, Mario terminaria o curso científico ingressaria no curso superior em Processamento de Dados. Como o esporte ainda não lhe dava dinheiro, decidiu abandonar a carreira e foi trabalhar numa empresa de computadores.

### Flamengo
Em 1969, após ser levado por amigos, fez um teste no Flamengo e foi contratado. Sua grande habilidade, proveniente de sua formação no futsal, foi motivo de preocupação para os treinadores das categorias de base do time da Gávea, que tiveram muito trabalho para lhe tirar o vício de “fominha”. Nesta época, recebeu apoio dos treinadores Modesto Bria e Jouber. Foi campeão dos aspirantes, e no ano seguinte, mais por imposição da diretoria do que pela vontade do técnico do time principal, Yustrich, foi profissionalizado.
Yustrich, que era um forte adepto do futebol força, e também tinha um temperamento mercurial, não gostava dos cabelos longos e das roupas coloridas que Mário Sérgio usava. Era o auge da curtição hippie, coisa que Yustrich, obviamente, não entendia. Costumava provocar Mário Sérgio chamando-o de "boneca".
Um dia, o técnico expulsou-o de um treino e ordenou que não fizesse declaração à imprensa: “Tem um clube de Salvador te querendo, não vai estragar o negócio”. Mário respondeu: “Não vou. Gosto do Rio e minha família mora aqui”. E Yustrich: “Então, azar o seu, porque você nunca mais vai ter chance comigo”.
Depois de uma atuação abaixo de sua média em uma partida, Mário Sérgio foi colocado no banco de reservas. Quando entrava em campo, continuava com seu individualismo, o que desagravada o técnico.
Até que um dia, durante um coletivo, cansado das broncas do técnico, Mário fez embaixadinhas e depois encheu o pé na bola. Em seguida, largou o treino e disse que "no Flamengo não jogava mais".
| “ | Yustrich era adepto do futebol força e tinha seus métodos rígidos e absurdos de preparação. Um dia, joguei mal e ele me tirou do time. Achei injustiça, mas continuei a treinar entre os reservas. Num coletivo, querendo me mostrar, recebi uma bola longa, me esforcei, alcancei a bola a um palmo da linha e parti para o gol; já dentro da área, quando ia marcar o gol, Yustrich apitou dizendo que a bola saiu. Ah, peguei a bola e zuei. Dei um chutão para o alto, e disse que ali não jogava mais! | ” |

Mario transferiu-se, então, para o Vitória, onde obteve destaque no futebol brasileiro.

### Vitória
Começou a jogar pelo clube em 1971, mas o destaque veio no ano seguinte com a conquista do Campeonato Baiano.
No clube baiano, segundo a revista Placar, Mário Sérgio formou, ao lado de André Catimba e Osni, o melhor trio de ataque da história do clube.
Em 1972, no primeiro jogo da final do Baianão, contra o Bahia, Mario Sérgio fez o único gol da partida. Antes do segundo jogo da final, que o Vitória venceria por 3–1, deu a seguinte declaração: “Se o Vitória vencer o jogo, vou dar todo meu material. Vou sair de campo de sunga. Só não saio nu porque complica”.
Em 1973, faturou a Bola de Prata da revista Placar jogando como ponta-esquerda. Em 1974, mudou de posição, e passou a jogar como armador. Mesmo com a mudança, fez novamente um excelente Brasileirão. Tamanha foi a importância do Vesgo para o clube naquela competição, que o mesmo foi premiado com a Bola de Prata da Revista Placar.
Brilhante no Vitória, onde passou quatro temporadas, Mário Sérgio tornou-se rei na Bahia e caiu nas graças do torcedor baiano.

### Fluminense
Mário Sergio foi contratado pelo Fluminense em 1975 para fazer parte da primeira versão da "Máquina Tricolor", com Rivelino, Paulo César, Gil, Manfrini e Edinho. Já no seu primeiro ano, conquistou um Campeonato Carioca sobre o Botafogo.
Mesmo com o título carioca de 1975, uma indisposição entre o presidente do Fluminense, Francisco Horta e o jogador, acabou com sua passagem pelas Laranjeiras. No início de 1976, o craque foi contratado pelo Botafogo.

### Botafogo
No Botafogo, Mário jogou de 1976 a 1979, e fez parte do chamado "time do camburão", apelido dado pelo jornalista botafoguense Roberto Porto. Ele justifica: "um time que tinha Dé, Mário Sérgio, Renê, Paulo César, Perivaldo e Nilson Dias... todos com a chave da cadeia!"
O jogador teve uma séria contusão no joelho em 1978, que o afastou dos gramados por quatro meses. Forçando para voltar rapidamente aos gramados, prejudicou definitivamente seus meniscos. Isto fez com que ele ficasse afastado por mais quase um ano. Neste ínterim, ficou sem ambiente com alguns diretores e acabou negociado no ano seguinte com o Rosário Central, da Argentina.

### Rosário Central
Mário Sérgio foi para o clube da cidade de Rosário, mas sua esposa, que cursava engenharia, não o acompanhou nessa breve permanência em território argentino.
| “ | Minha mulher havia acabado de ingressar no curso de engenharia, e tinha de cursar pelo menos um semestre para não perder a matrícula. | ” |

Este fato, aliado a seu temperamento forte, abreviou sua passagem pelos Auriazules. Na equipe, o brasileiro atuou ao lado do então zagueiro e futuro treinador Edgardo Bauza.

### Internacional
Mário foi contratado pelo Colorado em 1979, a pedido do volante Paulo Roberto Falcão.
| “                            | Eu lembro que eu disse que o Mário só faz confusão com as pessoas que não o tratam bem, o desrespeitam e não cumprem o que está combinado com ele. Ele veio e foi de um comportamento exemplar. Puxava fila nos treinos físicos. | ” |
| — Falcão, sobre Mário Sérgio | |   |

No Internacional, Mário fez parte do time que conquistou o Brasileirão de 1979 de forma invicta. No Beira-Rio, ainda foi à final da Libertadores de 1980 e, após a saída de Falcão para a Roma, tornou-se o principal jogador do time. Naquele ano, e no ano seguinte, voltou a vencer a Bola de Prata. Permaneceu no Internacional até 1981, levantando a taça do Gauchão daquele ano.

### São Paulo
Mario Sergio chegou ao São Paulo agosto de 1981 e estreou em 16 de agosto e ficou até o fim de 1982. Neste clube, ele ganhou o apelido de "rei do gatilho" após esvaziar o pente de seu 38, dando tiros para o alto para assustar torcedores do São José, no Vale do Paraíba, que se manifestavam na saída da delegação são-paulina do Estádio Martins Pereira. Na partida de volta, o placar do Morumbi anunciava "nº 11 Mário Sérgio, o Rei do Gatilho"!
Mais tarde, Mário afirmaria que as balas eram de festim e se disse arrependido.
No dia 4 de outubro de 1981, mais de 30 mil pessoas viram o show do “Vesgo”, na goleada do São Paulo de 6x2 sobre o Palmeiras, com dois gols de Mário.
Mesmo com boas atuações, Mário não se adaptava ao esquema tático do técnico José Poy. Além disso, na época surgiram boatos sobre seu envolvimento com drogas, o suficiente para que ele fosse parar na Ponte Preta por um breve período.

### Ponte Preta
Em 1983, foi contratado pela Ponte Preta, e participou de um time de medalhões montado pelo então presidente pontepretano Lauro de Moraes. Na ocasião, os técnicos Dudu, Nicanor de Carvalho, Tim e Cilinho não conseguiram extrair grande coisa com os talentosos Mário Sérgio, Dicá e Jorge Mendonça juntos.

### Grêmio e a conquista do Mundo
Ainda em 1983, no final do ano, foi contratado pelo Grêmio, a pedido do técnico Valdir Espinosa, apenas para a disputa da Copa Intercontinental. A técnica e habilidade de Mário seriam, na visão de Espinosa, um contraponto importante à força física dos europeus.
Mário Sérgio teve um papel fundamental para a conquista. Ele ditou o ritmo da equipe durante os 120 minutos, fez lançamentos precisos e usou sua habilidade para deixar os marcadores desorientados.
Mesmo fazendo boa partida contra o Hamburgo, não teve seu contrato prolongado.

### Segunda passagem pelo Internacional
Após o Grêmio, voltou para o Internacional. Dessa passagem, Mario se lembra do o Gre-Nal das faixas, na abertura de 1984. Segundo ele, "na hora de trocarmos as faixas, pensei: ‘Poxa, alguém aí vai me vaiar, gremista ou colorado, não vai ter jeito’. No fim, eu, com a camisa do Inter e a faixa de campeão do mundo pelo Grêmio, acabei aplaudido pelas duas torcidas. Me emocionei barbaridade."

### Palmeiras
No Palmeiras, Mario jogou em 1984. Quando da efetivação de sua contratação, a manchete da edição nº 737 da Revista Placar (julho de 1984) dizia: "Mário Sérgio voltou. O futebol também".
Mário conduzia o time ao tão sonhado título do Campeonato Paulista de 1984 até ter sido flagrado em um exame antidoping, realizado num clássico contra o São Paulo, que o deixou suspenso durante seis meses.
Sobre o doping, uma polêmica: o exame aconteceu após um jogo contra o São Paulo. O Palmeiras vinha muito bem no campeonato sendo dirigido pelo técnico Mário Travaglini. Na partida, houve uma briga entre os jogadores, e depois da briga, ainda dentro do campo, vários jornalistas presenciaram o Dr. Marco Aurélio Cunha, do São Paulo, oferecendo uma Soda limonada ao Mario Sergio. Depois, no exame antidoping, foi constatado cocaína na urina do jogador, e o Palmeiras perdeu os pontos no Campeonato Paulista. Mesmo com toda a imprensa falando da Soda limonada oferecida pelo médico do São Paulo, a diretoria do Palmeiras não tomou nenhuma providência a respeito do fato e o caso foi encerrado sem punição ao Dr. Marco Aurélio Cunha.
Mário ainda voltaria a jogar pelo clube após a suspensão, com o mesmo brilho e o mesmo terrível temperamento de sempre, até deixar o clube em 1985.

### Botafogo-SP e Bellinzona-SUI
Após o Palmeiras, Mario ainda teve passagens pelo Botafogo de Ribeirão Preto e pelo Bellinzona da Suíça, ambas em 1986.

### Bahia e o anúncio da aposentadoria
Em 1987, Mario Sergio já não jogava no ritmo dos companheiros. Na quinta rodada do Brasileirão daquele ano, porém, Mário Sérgio recebeu a camisa 10 do técnico Orlando Fantoni de presente e foi a campo. Jogou os primeiros 45 minutos com atuação extraordinária e desceu para o intervalo, antes de todo mundo, como protagonista da vitória parcial por 1–0 sobre o Goiás. Conforme relatos do meia Bobo, "quando chegamos ao vestiário, Mário Sérgio já estava trocado, perfumado. Fez um pronunciamento muito educado, agradeceu a todos nós e disse que não voltaria para o segundo tempo. No vestiário, ele anunciou o fim de sua carreira", lembra Bobô.
Ao encerrar a carreira em 1987, tornou-se treinador.

## Seleção Brasileira
Entre os clubes por que passou, Mário Sérgio colecionou a fama de indisciplinado, o que fatalmente o afastava da Seleção Brasileira, apesar das suas indefectíveis atuações.
Mesmo assim, ele quase jogou a Copa de 1982. Apesar de ter feito parte de toda a preparação da equipe para a disputa daquele torneio, ele foi cortado na última convocação, substituído por Eder, do Atlético-MG. Mesmo não aparecendo na relação final de 22 nomes para a Copa na Espanha, ele esteve na lista de espera, de 40 nomes, registrada na FIFA.

## Características e estilo de jogo
Ao longo de dezoito anos como jogador, Mario Sergio colheu elogios na mesma proporção que recebeu criticas. Muito antes de Ronaldinho Gaúcho olhar para um lado e tocar para o outro, Mario Sérgio já fazia isso. Craque refinado, sua carreira não foi o que poderia ter sido, já que sua destreza com a pelota, era a mesma para sua língua afiada.
Cabeludo e com ar rebelde, Mário atuava com as meias arriadas e com shorts bem apertados, em lugar dos convencionais. Sempre vestindo a camisa 11, ele desempenhava a função de falso ponta-esquerda, meia e até armador. Foi no Vitória da Bahia que Mário se destacou através de dribles, ginga e lançamentos. Ele antevia a jogada. Olhava de um lado e lançava para o outro, por isso o apelido de Vesgo. Segundo Valdir Espinosa, "o Mário era extraordinário, para mim um dos maiores que vi jogar no espaço de um palmo, ele fazia a coisa acontecer... não precisava um campo inteiro, um palmo para ele era suficiente". O craque Falcão vai mais além, e diz que "tecnicamente foi o melhor jogador que vi jogar. Era um absurdo o que ele fazia com a bola".

## Estatísticas como jogador
Jogos pelo Flamengo
| #  | Partida                           | Data                    | Competição                    | Gols |
| -- | --------------------------------- | ----------------------- | ----------------------------- | ---- |
| 01 | Flamengo 3–1 Mitsubishi           | 15 de fevereiro de 1970 | Amistoso                      | 1    |
| 02 | Flamengo 3–3 Japão B              | 8 de março de 1970      | Torneio Asahi Tres Nações     | 0    |
| 03 | Flamengo 2–1 Yanmar Diesel        | 12 de março de 1970     | Torneio Asahi Tres Nações     | 0    |
| 04 | Flamengo 1–1 Japão                | 22 de março de 1970     | Torneio Asahi Tres Nações     | 0    |
| 05 | Flamengo 0–0 Seleção Dragão Azul  | 29 de março de 1970     | Partida amistosa              | 0    |
| 06 | Flamengo 1–1 Seleção Tigre Branco | 29 de março de 1970     | Partida amistosa              | 1    |
| 07 | Flamengo 1–2 Coreia do Sul        | 1 de abril de 1970      | Partida amistosa              | 0    |
| 08 | Flamengo 2–0 São Paulo            | 27 de setembro de 1970  | Torneio Roberto Gomes Pedrosa | 0    |
| 09 | Flamengo 3–1 Vasco da Gama        | 4 de outubro de 1970    | Torneio Roberto Gomes Pedrosa | 0    |
| 10 | Flamengo 0–0 Ponte Preta          | 10 de outubro de 1970   | Torneio Roberto Gomes Pedrosa | 0    |
| 11 | Flamengo 2–1 América-RJ           | 15 de outubro de 1970   | Torneio Roberto Gomes Pedrosa | 1    |
| 12 | Flamengo 0–0 Palmeiras            | 18 de outubro de 1970   | Torneio Roberto Gomes Pedrosa | 0    |

Jogos pela Seleção Brasileira
| #  | Data       | Local          | Partida                       | Competição       | Ref.   |
| -- | ---------- | -------------- | ----------------------------- | ---------------- | ------ |
| 01 | 23.09.1981 | Maceió         | Brasil 6–0 Combinado Irlandês | Partida amistosa | [ 29 ] |
| 02 | 28.10.1981 | Porto Alegre   | Brasil 3–0 Bulgária           | Partida amistosa | [ 29 ] |
| 03 | 26.01.1982 | Natal          | Brasil 3–1 Alemanha Oriental  | Partida amistosa | [ 29 ] |
| 04 | 03.03.1982 | São Paulo      | Brasil 1–0 Checoslováquia     | Partida amistosa | [ 29 ] |
| 05 | 21.03.1982 | Rio de Janeiro | Brasil 1–0 Alemanha           | Partida amistosa | [ 29 ] |
| 06 | 28.04.1985 | Brasília       | Brasil 0–1 Peru               | Partida amistosa | [ 29 ] |
| 07 | 05.05.1985 | Salvador       | Brasil 2–1 Argentina          | Partida amistosa | [ 29 ] |
| 08 | 15.05.1985 | Bogotá         | Colômbia 1–0 Brasil           | Partida amistosa | [ 29 ] |

- Fonte:11v11.com

## Carreira como treinador e diretor técnico
Além de estudioso, a bagagem assimilada no trabalho com bons treinadores recomendavam nova carreira brilhante. Entretanto, o perfil de comandante enérgico não permitiu que prosperasse na carreira, alongada alternadamente até 2010 no Ceará.
Como treinador, ele não mandava recado. Dizia abertamente aquilo que pensava ao jogador e vários discordam dessa postura, resultando em rota de colisão.
No período como técnico, comandou 11 times. Ocupou também cargo como dirigente esportivo em alguns clubes, como no Grêmio, em 2005.

### Vitória
| “              | Praticamente iniciei minha carreira de atleta aqui no Vitória. Decidi começar a de técnico no mesmo lugar. | ” |
| — Mario Sergio | |   |

Começou sua carreira no Vitória, clube em que tinha se tornado ídolo na sua passagem como jogador, tendo um aproveitamento razoável. Comandou o clube baiano novamente em 2001, outra vez sem sucesso.

### Corinthians
Em 1993, trabalhou no Corinthians. Iniciou sua carreira de treinador no Timão no dia 13 de agosto do referido ano. Após a perda dos títulos Paulista e do torneio Rio-São Paulo, ambos para o Palmeiras, o clube procurava um nome para substituir o técnico Nelsinho, que deixava o clube para treinar uma equipe da Arábia Saudita. Como treinador corintiano, quase levou o Timão para a final do Brasileiro, após fazer uma incrível campanha de 15 partidas sem derrotas. Naquele mesmo ano, ele revelou o volante Zé Elias, que tinha apenas 16 anos. No comando do Corinthians, em duas passagens (outra foi em 1995), Mário Sérgio dirigiu a equipe em 31 partidas (16 vitórias, 13 empates e duas derrotas). Apesar de gozar prestigio com os atletas e com a diretoria, Mário Sérgio pediu demissão. Conforme o jornal Folha de S.Paulo, a repentina saída de Mário Sérgio do comando técnico do Corinthians é explicada por dois fatores. Foram os atritos com os dirigentes corintianos e os convites das emissoras de televisão que fizeram o treinador/comentarista abandonar o time às vésperas do começo do Campeonato Paulista. O treinador teve receio de que o desgaste com a diretoria do clube e os jogadores pudesse prejudicar a sua carreira de comentarista. Após a saída do Corinthians, voltou a trabalhar como comentarista na TV Bandeirantes.
Em 2015, afirmou que o clássico Corinthians, x São Paulo, disputado em 1993, o Corinthians topou pagar o juiz da partida para ser ajudado, mas que desistiu na última hora. Coincidência ou não, apesar de ter vencido a partida por 2–0, o Corinthians reclamou um pênalti não marcado pelo juiz

### São Paulo
Voltaria a trabalhar como técnico novamente em 1998. No comando do São Paulo, dirigiu a equipe somente em 10 jogos (três vitórias, um empate e seis derrotas).
Sua passagem pelo clube ficou marcada por ter sido o único treinador a vetar Rogério Ceni de cobrar faltas.
"Cheguei no São Paulo em 1998 e o Rogério tinha feito só quatro gols na carreira. E aí eu tinha o Dodô, o França, e outros jogadores habilidosos. Eu cheguei pro Rogério, conversei com ele e falei: Rogério, eu não preciso de um goleiro que bata falta, eu quero um jogador nessa posição que não deixe a bola entrar."

### Atlético Paranaense
Mário Sérgio foi treinador do Atlético no início da campanha que resultaria no título do Brasileirão de 2001.
Um dos episódios marcantes de sua passagem pelo clube foi um desabafo que deu publicamente: "Ou o Atlético acaba com a noite, ou a noite acaba com o Atlético".

### Diretor de futebol do Grêmio
Em 2005, assumiu o cargo de diretor de futebol do Grêmio, quando o clube disputou a Série B.

### Figueirense
Em 2007, levou o Figueirense ao vice-campeonato da Copa do Brasil. Contudo, meses depois, não conseguiu manter a consistência do time e deixou o cargo.
Mario Sergio comandou o Figueirense em 44 jogos e conquistou 19 vitórias, 13 empates sofrendo 12 derrotas.

### Botafogo
Passou a comandar o Botafogo no fim de setembro daquele ano. Porém, no dia 7 de outubro, não resistiu à sequência de derrotas à frente do clube. Em três jogos foram três derrotas - para Goiás, Atlético Paranaense e Santos. O treinador alegou problemas particulares para deixar o clube, mas a diretoria já estava insatisfeita com o trabalho do técnico.

### Retorno ao Atlético Paranaense
No dia 11 de agosto de 2008, foi anunciado o seu retorno ao comando do Atlético Paranaense. Mas pouco mais de um mês depois, no dia 4 de setembro, foi demitido do clube.

### Retorno ao Figueirense
Foi anunciado novamente como treinador do Figueirense no dia 16 de setembro, não tendo o mesmo sucesso da sua primeira passagem e sendo demitido meses depois.

### Portuguesa
No início de 2009 trabalhou como treinador da Portuguesa, mas foi demitido após perder para o Icasa, no Canindé, pela primeira rodada da Copa do Brasil.

### Internacional e o vice-campeonato do Brasileirão
No dia 5 de outubro de 2009, foi anunciado como treinador do Internacional até o término do Campeonato Brasileiro, substituindo Tite. Fez sua estreia como técnico do Inter no dia 7 de outubro, com vitória de 3–1 sobre o Náutico, no Estádio Beira-Rio. Após 11 partidas dirigindo o clube, com seis vitórias, três empates e duas derrotas, Mário Sérgio deixou o comando do Colorado, conseguindo o vice-campeonato do Brasileirão, e, consequentemente, vaga para a Copa Libertadores da América de 2010.

### Ceará
No dia 9 de agosto de 2010, foi anunciado como treinador do Ceará, logo após a demissão do técnico Estevam Soares. Porém, apenas um mês depois, foi demitido.
Assim como em outros clubes, onde colecionou passagens conturbadas, no Ceará não foi diferente. Sua curta passagem pelo clube ficou marcada por uma frase em uma de suas entrevistas coletivas em Porangabuçu. O treinador afirmou que o time iria perder a maioria de seus jogos pois o elenco era limitado e fraco, o que causou grande descontentamento por parte de jogadores, diretores e torcedores. Ao final do campeonato, o Ceará não foi rebaixado, contrariando a sua pessimista previsão, tendo, inclusive, se classificado para a Copa Sul-Americana de 2011.

## Estatísticas como treinador
| Clube         | Jogos | Vitórias | Empates | Derrotas |
| ------------- | ----- | -------- | ------- | -------- |
| Internacional | 11    | 6        | 3       | 2        |
| Atlético-MG   | 9     | 3        | 1       | 5        |
| Ceará         | 6     | 1        | 1       | 4        |
| Corinthians   | 31    | 16       | 13      | 2        |
| São Paulo     | 10    | 3        | 1       | 6        |
| Figueirense   | 54    | 20       | 17      | 17       |
| Portuguesa    | 12    | 5        | 5       | 2        |
| Botafogo      | 3     | 0        | 0       | 3        |

## Comentarista esportivo
"Eles não entendem o que eu falo nos treinos, então vou virar comentarista."
Mario Sergio começou sua carreira como comentarista esportivo no início da década de 90, na TV Bandeirantes. Em seus tempos de Band, Mário chamava atenção pela facilidade de se comunicar e analisar futebol. Pela emissora, trabalhou nas Copas de 1990 e 1994. Na época, o folclórico narrador Silvio Luiz anunciava Mario Sergio, que era seu principal parceiro nas transmissões, como "o comentarista Calibre 44!", fazendo referências ao episódio ocorrido à época de jogador do São Paulo, e “aquele que sabe porque já esteve lá!”
Nesta época, Mário Sérgio inventou uma expressão que seria muito usada por comentaristas, técnicos e torcedores: "O time X está começando a gostar do jogo".
Na Copa de 1990, aproveitou a oportunidade para "provocar" seu desafeto Dunga, dizendo que futebol não era para ser jogado "com a bunda no chão", em referência à quantidade de "carrinhos" dada pelo volante. Em 1994, nova crítica. Ele afirmava que, com Dunga escalado como volante, a Seleção Brasileira entrava em campo com dez jogadores. “O Dunga perdeu a força para tomar a bola dos outros, e essa era a única coisa que sabia fazer”.
Após deixar o comando do São Caetano, em 2003, Mário Sérgio deu um tempo na carreira. Nesse período, ele apenas dava palestras, comentava alguns jogos e participava de programas esportivos como convidado.
Após a curta passagem pelo Ceará (em 2010), em 31 de julho de 2012 foi anunciado que ele era o mais novo contratado dos canais Fox Sports, para trabalhar como comentarista esportivo. Mario Sérgio assinou um contrato com a emissora até a Copa do Mundo FIFA de 2018, mas exigiu que houvesse uma cláusula que permitisse ser técnico sem pagar multa rescisória. Estreou no Fox Sports no dia 1 de agosto, comentando uma partida entre Palmeiras e Botafogo, válida pela Copa Sul-Americana.
Em setembro de 2013, Mário sofreu uma queda quando andava de bicicleta na região da Lagoa da Barra, na cidade do Rio de Janeiro, depois que dois assaltantes, em uma moto, o derrubaram e roubaram sua bicicleta. Ao cair, ele quebrou as costelas e ficou desacordado enquanto os bandidos fugiram. Ele teve que fazer uma cirurgia de reconstrução de duas costelas e uma de reparo no pulmão, que sofreu uma leve perfuração. Por conta disso, Mario ficou afastado do canal até se recuperar.
Em 7 de julho de 2014 (véspera do Mineiraço), durante a cobertura da Copa do Mundo do Brasil, passou mal e foi internado em um hospital de Belo Horizonte com problemas cardíacos (crise de angina).

## Morte
Mário Sérgio foi uma das vítimas fatais da queda do Voo LaMia 2933, no dia 28 de novembro de 2016. A aeronave transportava a equipe da Chapecoense para Medellín, onde disputaria a primeira partida da final da Copa Sul-Americana. Além da equipe da Chapecoense, a aeronave também levava 21 jornalistas brasileiros que cobririam a partida contra o Atlético Nacional (COL). Entre eles estava Mário Sérgio.

### Velório e cremação
O corpo de Mário Sérgio não esteve presente no velório coletivo ocorrido em Chapecó com os atletas do clube. Assim que seu corpo chegou ao Brasil, ele foi direto do aeroporto para Itapecerica da Serra, onde foi realizado seu velório. Sua família optou por um velório fechado, sem presença de equipes de reportagem no local. Segundo funcionários do local, a cerimônia contou com as presenças dos técnicos Muricy Ramalho e Emerson Leão, do ex-jogador Zé Elias, do presidente do Corinthians Roberto de Andrade, entre outros esportistas.
A cremação de seu corpo ocorreu às 18h do mesmo dia e durou cerca de 30 minutos.

### Homenagens
Em dezembro de 2016, o Internacional batizou o Centro de Imprensa do Beira-Rio, que envolve todos os espaços de mídia do complexo, com o nome do ex-jogador e técnico colorado.
Em 11 abril de 2017, o Grêmio inaugurou e batizou uma área próxima às cabines de imprensa do Arena do Grêmio com o nome do ex-jogador e comentarista, contando com toda a diretoria do clube e a presença da viúva e dos filhos e de vários ídolos do Grêmio, como Tarciso, Mazarópi, Paulo Roberto, China e o ex-técnico Valdir Espinosa. O Espaço Mário Sérgio é decorado com várias imagens e fotos de Mário em sua passagem pelo clube gaúcho, além de uma placa de honra com as seguintes frases:
"Homenagem ao atleta campeão mundial."
"A melhor partida que eu joguei na minha vida foi a decisão em Tóquio, o Mundial pelo Grêmio. Foi um dia que eu estava super inspirado."
Ídolo do Vitória, Mário Sérgio foi homenageado pelo Governo do Estado da Bahia em fevereiro de 2018. Seu nome passou a batizar uma nova via de acesso ao Estádio Manoel Barradas, o Barradão.

## Controvérsias

### Doping
Em 1985, enquanto defendia o Palmeiras, Mário Sérgio foi pego no exame antidoping, uma vez que apareceram vestígios de cocaína em sua urina. O meio-campista negou o consumo, afirmando que não passava de uma armação. Já em 1995, o volante Dunga declarou à imprensa que Mário Sérgio oferecia "bolinhas" aos jogadores do Internacional na década de 1980.
Em 2016, Mário Sérgio admitiu ter se dopado ao longo da carreira: "Na minha época era (uma coisa corriqueira)".

### Troca de farpas com Telê Santana
Em 1993, quando era técnico do Corinthians, Mário trocou farpas, através da imprensa com o então técnico do São Paulo, Telê Santana.
O problema começou após Telê afirmar, que, além da falta de competência para treinar um grande clube, Mário montara um time defensivo. O que, segundo Telê, era muito diferente das ideias que pregava como comentarista.
Em uma partida entre os clubes após o episódio, Telê se desculpou com Mário Sérgio e disse reconhecer que tudo foi um mal entendido.

### Críticas a Dunga no Arena SporTV
Em 2009, convidado do programa Arena SporTV, no canal homônimo fechado, Mário Sérgio teceu críticas a Dunga, dizendo que ele só havia jogado "mal no Internacional". Perguntado por Cléber Machado, apresentador do programa, onde, então, o treinador da Seleção Brasileira à época tinha jogado bem, o ex-armador retrucou: "Eu não vi". Em seguida, continuou disparando. O segundo alvo foi o tricampeão mundial Tostão, que chateou Mário Sérgio por tê-lo chamado, em sua coluna de jornal, de "Professor Pardal". O terceiro, numa crítica velada, foi considerado pelo técnico como, mesmo inventando coisas, responsável por se achar o "papa, que sabe tudo de tática".

### Discussão ao vivo com Rodrigo Bueno
Trabalhando no canal pago Fox Sports, em 7 de abril de 2013, Mário Sérgio se envolveu numa polêmica com um colega, o jornalista Rodrigo Bueno. Bueno causou indignação no ex-jogador ao dizer que, comparativamente, os técnicos brasileiros são inferiores aos melhores treinadores europeus. Acompanhe abaixo a discussão:
Mário Sérgio: "Você não pode dizer que os técnicos lá de fora são melhores que os nossos. Você falou, inclusive, que nossos técnicos são incompetentes, você não tem capacidade para afirmar isso."

Bueno: "E você tem capacidade para falar o contrário?"

Mário Sérgio: "Tenho, e mais do que você. Eu trabalhei no meio. Você não."

Bueno: "E daí? Você perdeu muito."

Mário Sérgio: "Perdi, mas você nunca perdeu porque nunca pisou num campo."

Bueno: "Por isso sou comentarista, para julgar técnicos."
Com as ânimos exaltados, Mário Sérgio, ao falar, impedia o apresentador Eduardo Elias de chamar o intervalo comercial. Depois, porém, mais calmos, ambos cessaram o bate-bola, e Elias conseguiu voltar ao controle do programa.
Tendo, por meio de mídias sociais, o caso comparado em agosto do ano anterior envolvendo Galvão Bueno e Renato Maurício Prado, na SporTV, Mário Sérgio, no dia seguinte ao ocorrido, afirmaria que a Fox Sports não interfere nas discussões e é democrática com relação a tal, desde que, é claro, haja respeito entre as partes.
Essa discussão foi considerada a "2a Maior Briga Ao Vivo do Jornalismo Esportivo Brasileiro", pela revista El Hombre.

### Comentário Sarcástico sobre Cláudio Coutinho
Em 2016, quando a morte do ex-técnico Cláudio Coutinho que foi um dos primeiros a usar o termo ponto futuro no futebol brasileiro, era lembrada num documentário exibido no Fox Sports, Mário Sérgio fez um comentário sarcástico, dizendo: “O último que via ponto futuro morreu afogado”. Isso acabou gerando revolta de vários torcedores e de familiares do Coutinho.

## Títulos como jogador
Flamengo
- Taça Guanabara: 1970

Vitória
- Campeonato Baiano: 1972

Fluminense
- Taça Guanabara: 1975
- Campeonato Carioca[66]: 1975 e 1976

Botafogo
- Taça José Wânder Rodrigues Mendes: 1976
- Torneio Início do Rio de Janeiro: 1977

Internacional
- Campeonato Brasileiro: 1979
- Campeonato Gaúcho: 1981 e 1984
- Torneio Heleno Nunes: 1984

São Paulo
- Campeonato Paulista: 1981

Grêmio
- Copa Intercontinental: 1983

### Prêmios individuais
- Bola de Prata da revista Placar: 1973, 1974, 1980 e 1981[9]